# Protosticta fraseri
Protosticta fraseri – gatunek ważki z rodziny Platystictidae.